# Rein Zwart
Rein Zwart (Heerenveen, 19 juli 1936 – Heerenveen, 23 april 2022) was een Nederlandse sportvrijwilliger, die onder andere schaatsmarathonwedstrijden organiseerde, voorzitter was van een wielervereniging en trouw aan zijn thuisijsbaan Thialf.
Bij de Heerenveense wielervereniging Olympia groeide Zwart van gewoon bestuurslid uit tot voorzitter (1964-1984). Zijn organisatorische zaken kwamen bij Olympia ook goed tot zijn recht. Zo was hij nauw betrokken bij veel criteriums en klassiekers. Rein trad in 1962 toe tot het jurycorps van district Friesland, later van district Noord. In ruim vijftig jaar heeft hij daarin alle functies bekleed, zowel regionaal als nationaal. In diverse klassiekers trad hij als wedstrijdleider op.
Sinds de opening van ijsstadion Thialf in 14 oktober 1967, regelt Zwart daar de kaartcontrole. De eerste grote wedstrijd waarin hij diezelfde taak uitvoert is bij het eerste EK allround voor vrouwen in 1970. Er zullen daarna nog vele toernooien volgen, met op hoogtijdagen ruim 25.000 mensen op de tribunes. Op het stadion zit dan nog geen overkapping, want die komt er pas in 1987. Het gloednieuwe dak van Thialf gaat er bij het allereerste WK figuurlijk meteen weer af, met ruim 16.000 dolenthousiaste fans op de tribunes. In Andere Tijden Sport vertelt Zwart hoe hij meehielp om orde te scheppen in die Heerenveense heksenketel. Daarnaast was Zwart jaren lang coördinator van een grote groep vrijwilligers. 
In de schaatssport ging Zwarts hart vooral uit naar de schaatsmarathon, waarvoor hij zich al sinds het begin van de jaren 70 inzette, eerst als organisator van wedstrijden en spoedig als (hoofd)scheidsrechter. In die functie reisde hij ook de wereld af als het peloton bij gebrek aan Nederlands natuurijs, de alternatieve Elfstedentochten afwerkte in onder meer Finland, Canada, de Verenigde Staten, Japan en natuurlijk op de Oostenrijkse Weissensee, waar ‘de Alternatieve’ uiteindelijk zijn vaste plaats van handeling kreeg.
In 2015 kreeg Zwart te kampen met chronische leukemie. De ziekte bleef onder de controle totdat Zwart tijdens de pandemie corona opliep. Die besmetting tastte vooral zijn longen aan, wat hem uiteindelijk fataal werd. Hierdoor overleed Zwart op 85-jarige leeftijd. Er was een condoleance in Thialf.
Met ingang van met schaatsmarathon seizoen 2022/2023 kreeg Zwart zijn eigen schaatsmarathon in Thialf, de Rein Zwart Bokaal.